# Herbert Wilf

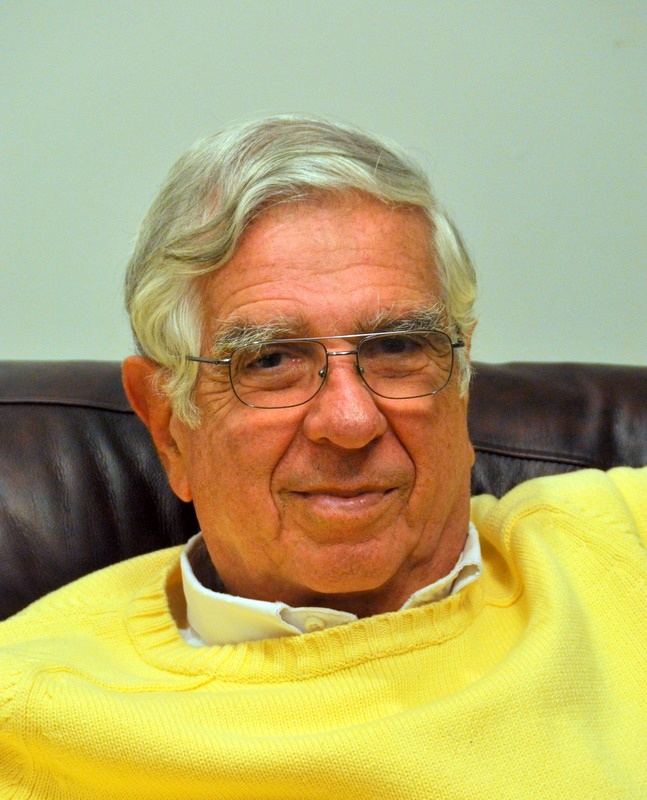

Herbert Saul Wilf (* 13. Juni 1931 in Philadelphia, Pennsylvania; † 7. Januar 2012 in Wynnewood, Pennsylvania) war ein US-amerikanischer Mathematiker, der sich mit Kombinatorik beschäftigte.

## Leben
Wilf wurde 1958 an der Columbia University bei Herbert Robbins promoviert (The Transmission of Neutrons in Multilayered Slab Geometry), wie er selber schreibt, aber in Wirklichkeit bei dem Physiker Gerald Goertzel (1919–2002), für den er ab 1952 neben seinem Studium in einer Art Denkfabrik zur Konstruktion früher ziviler Kernreaktoren arbeitete. Nach seiner Promotion war er an der University of Illinois. Er war Thomas A. Scott-Professor für Mathematik an der University of Pennsylvania. Er arbeitete unter anderem mit Donald E. Knuth und Doron Zeilberger (über hypergeometrische Identitäten, Wilf-Zeilberger-Paare) und war Autor mehrerer bekannter Lehrbücher wie Generatingfunctionology über erzeugende Funktionen.
Wilf war 1973/74 Guggenheim Fellow und erhielt 1998 mit Doron Zeilberger den Leroy P. Steele Prize (für die Arbeit mit Zeilberger zu Rational functions certify combinatorial identities, Journal of the AMS, Bd. 3, 1990, S. 147). 2002 erhielt er die Euler-Medaille des Instituts für Kombinatorik in Winnipeg. 1962 hielt er einen Vortrag auf dem Internationalen Mathematikerkongress in Stockholm (A generalization of the inequality of arithmetic and geometric means and applications).

## Schriften (Auswahl)
- Mathematics for the physical sciences. Wiley, 1962, Dover 1978
- A global bisection algorithm for computing the zeros of polynomials in the complex plane. Journal ACM 25 (1978), S. 415–420 (PDF; 353 kB)
- mit Albert Nijenhuis: Combinatorial Algorithms. Academic Press 1978
- Generatingfunctionology. Academic Press 1990, 1994
- mit Mark Petkovsek, Doron Zeilberger: {\displaystyle A=B}. A. K. Peters 1996
- Mit Neil Calkin: Recounting the rationals. In: The American Mathematical Monthly. Band 107, Nr. 4, 2000, S. 360–363.